# Мария Каролина Австрийская (1740—1741)
Мария Каролина Эрнестина Антония Йоханна Йозефа Австрийская (12 января 1740 — 25 января 1741) — третья дочь (и ребёнок) герцога Лотарингского Франциска III (будущего императора Священной Римской империи Франца I Стефана) и эрцгерцогини Марии Терезии.

## Биография
Для Марии Терезы это была третья беременность; все ждали и надеялись на рождение наследника мужского пола. К большому разочарованию 12 января 1740 года родилась третья дочь. В тот же день вечером она была крещена.
После смерти её старшей сестры Марии Елизаветы 7 июня она стала второй в очереди наследования, ей предшествовала только старшая сестра Мария Анна. Пять месяцев спустя, 20 октября, умер её дедушка император Карл VI, а её мать стала королевой Австрии и Богемии. С этого началась Война за австрийское наследство.
24 января 1741 года у маленькой эрцгерцогини внезапно начались сильные припадки, и она умерла около полудня следующего дня. Причиной смерти была названа тетания или спазмофилия, однако вскрытие не дало никаких объяснений причин смерти ребёнка. Она была похоронена в Императорском склепе в Вене.
Две из её младших сестёр были названы в её честь: одна из них прожила недолго (родилась и умерла в 1748 году), а другая (родилась в 1752 году) стала королевой Неаполя и Сицилии.